# Before These Crowded Streets
Before These Crowded Streets (o BTCS) è il quarto album in studio del gruppo musicale statunitense Dave Matthews Band, pubblicato il 28 aprile 1998. È l'ultimo album prodotto da Steve Lillywhite. il titolo dell'album è ispirato dalle liriche della canzone "The Dreaming Tree". Attualmente, è l'unico album della band disponibile in vinile. L'album debuttò al numero 1 nella Billboard 200 Charts dopo aver venduto 421 000 copie nella prima settimana, spodestando la colonna sonora di Titanic dalla vetta dopo 16 settimane consecutive

## Tracce
1. Pantala Naga Pampa – 0:40 (Dave Matthews)
2. Rapunzel – 6:00 (Dave Matthews, Stefan Lessard, Carter Beauford)
3. The Last Stop – 6:57 (Dave Matthews, Stefan Lessard)
4. Don't Drink the Water – 7:01 (Dave Matthews)
5. Stay (Wasting Time) – 5:35 (Dave Matthews, Stefan Lessard, LeRoi Moore)
6. Halloween – 5:07 (Dave Matthews)
7. The Stone – 7:28 (Dave Matthews)
8. Crush – 8:09 (Dave Matthews)
9. The Dreaming Tree – 8:48 (Dave Matthews, Stefan Lessard)
10. Pig – 6:57 (Dave Matthews, Stefan Lessard, Carter Beauford, LeRoi Moore, Boyd Tinsley)
11. Spoon – 7:33 (Dave Matthews)

Spoon è seguita da un momento di silenzio e dopo un po' si sente una traccia di un minuto che fa da "outro" a The Last Stop.

## Guests
Nel retro copertina si legge:
- Special guest Tim Reynolds che contribuisce in ogni canzone con la chitarra elettrica e il mandolino.
- Guest musician:
  - Tawatha Agee, Cindy Myzell and Brenda White King per i cori in Stay (Wasting Time);
  - John D'earth per gli arrangiamenti orchestrali di Halloween e The Stone e per la tromba in Halloween;
  - Béla Fleck per il banjo in Don't Drink the Water,The Last Stop;
  - il Quartetto Kronos per gli archi in Halloween e The Stone;
  - Alanis Morisette per le secondi voci in Don't Drink the Water e Spoon;
  - Butch Taylor per il pianoforte in Crush e Rapunzel.

## Formazione

### Musicisti
- Dave Matthews — chitarra acustica, voce
- Carter Beauford — percussioni, batteria, cori
- Stefan Lessard — basso
- Leroi Moore — bass clarinet, alto saxophone, baritone saxophone, soprano saxophone, tenor saxophone, penny whistle
- Boyd Tinsley — violino

#### Personale aggiuntivo
- Tawatha Agee — cori
- John d'Earth — tromba
- Béla Fleck — banjo
- Greg Howard — Chapman Stick
- The Kronos Quartet — strings
  - David Harrington — violino
  - John Sherba — violino
  - Joan Jeanrenaud — cello
  - Hank Dutt — viola
- Alanis Morissette — voce
- Cindy Myzell — cori
- Tim Reynolds — mandolino, chitarra elettrica
- Butch Taylor — organo, pianoforte
- Brenda White-King — cori

### Produzione
- Producer: Steve Lillywhite
- Engineer: Stephen Harris
- Assistant Engineer: Joel Courtright, John Seymour
- Mastering: Ted Jensen
- Mixing: Steve Lillywhite
- Pre-Production: John Alagía
- Orchestral Arrangements: John d'Earth
- Art Direction: Thane Kerner
- Design: Thane Kerner
- Photography: Ellen Von Unwerth

## Classifiche

### Classifiche settimanali
| Classifica (1998) | Posizione massima |
| ----------------- | ----------------- |
| Canada            | 6                 |
| Nuova Zelanda     | 29                |
| Stati Uniti       | 1                 |
| Svezia            | 44                |

### Classifiche di fine anno
| Classifica (1998) | Posizione |
| ----------------- | --------- |
| Stati Uniti       | 30        |
| Classifica (1999) | Posizione |
| Stati Uniti       | 77        |